# ناحیه کاسکاسکیا، شهرستان فایت، ایلینوی
ناحیه کاسکاسکیا (به انگلیسی: Kaskaskia Township) یک منطقهٔ مسکونی در ایالات متحده آمریکا است که در شهرستان فایتی، ایلینوی واقع شده‌است. ناحیه کاسکاسکیا ۱۵۷ متر بالاتر از سطح دریا واقع شده‌است.